# Angelika Kauffmann Museum

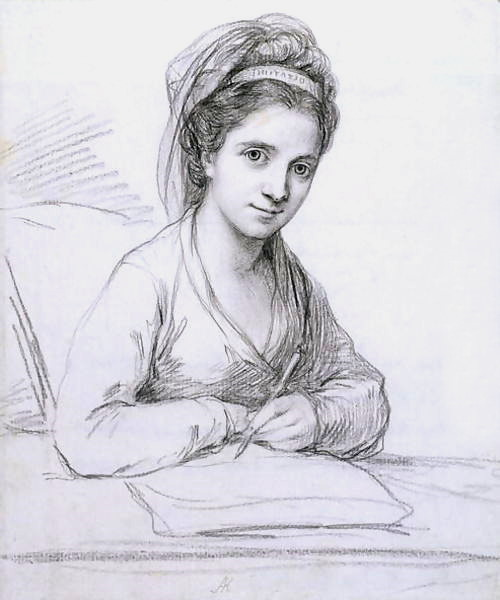
Angelica Kauffman (zelfportret, 1771)

Het Angelika Kauffmann Museum is een museum in Schwarzenberg, Vorarlberg (Oostenrijk) gewijd aan het leven en werk van de Zwitserse schilder Angelika Kauffmann.
Hoewel geboren in Chur in Zwitserland, had Angelica Kauffman nauwe banden met het geboortedorp van haar vader, Schwarzenberg. Samen werkten ze voor de plaatselijke bisschop, waar ze apostelfresco's en het hoogaltaarstuk maakten. Talloze brieven en donaties aan de gemeenschap duiden op haar levenslange band met Schwarzenberg, zelfs nadat ze naar Italië was verhuisd.

## Het gebouw
Het museum is gehuisvest in het "Kleberhaus", een oude boerderij in de traditionele houten stijl van het dorp, die dateert uit 1556. De tentoonstellingsruimte is ongeveer 220 vierkante meter groot. De voormalige agrarische vleugel van het huis is speciaal voor het museum aangepast. De architect, Helmut Dietrich, heeft het gebouw zorgvuldig gerenoveerd door karakteristieke kenmerken zoals oude balken en donkere houten muren te benadrukken, maar het toch een schoon, modern tintje te geven.

## Tentoonstellingen
In de tentoonstelling "Angelika Kauffmann – Onbekende schatten uit de privécollecties van Vorarlberg" in 2019 werden veel van haar schilderijen voor het eerst aan het publiek getoond, aangezien een groot deel van haar oeuvre eigendom is van particuliere verzamelaars.
- 2021: Naar Italië! Angelika Kauffmann en de Grand Tour
- 2019: Angelika Kauffmann – Onbekende schatten uit de privécollecties van Vorarlberg
- 2018: Hij is iemand. Portretten van mannen door Angelika Kauffmann
- 2017: Ik zie mezelf. Portretten van vrouwen door Angelika Kauffmann
- 2016: Dat ben ik. Kinderportretten door Angelika Kauffmann
- 2015: Angelika Kauffmann. Residentie in Rome[6]

## Museum voor de plaatselijke geschiedenis
Naast het Angelika Kauffmann Museum, huisvest het Kleberhaus sinds 1928 het plaatselijke geschiedenismuseum Schwarzenberg ("Heimatmuseum", opgericht in 1913). Het documenteert de huiselijke en landbouwcultuur van de 18e en vroege 19e eeuw.

#### Exhibitions
- 2020/21: Wie is de eigenaar van de "Bödele"? – Een cultureel landschap begrijpen
- 2019: Hoe het vroeger thuis was
- 2017/18: Huiswerk. Economisch wonder op de keukentafel
- 2015/16: hüslo – bopplo – spielo (tentoonstelling over speelgoed)

Galerij
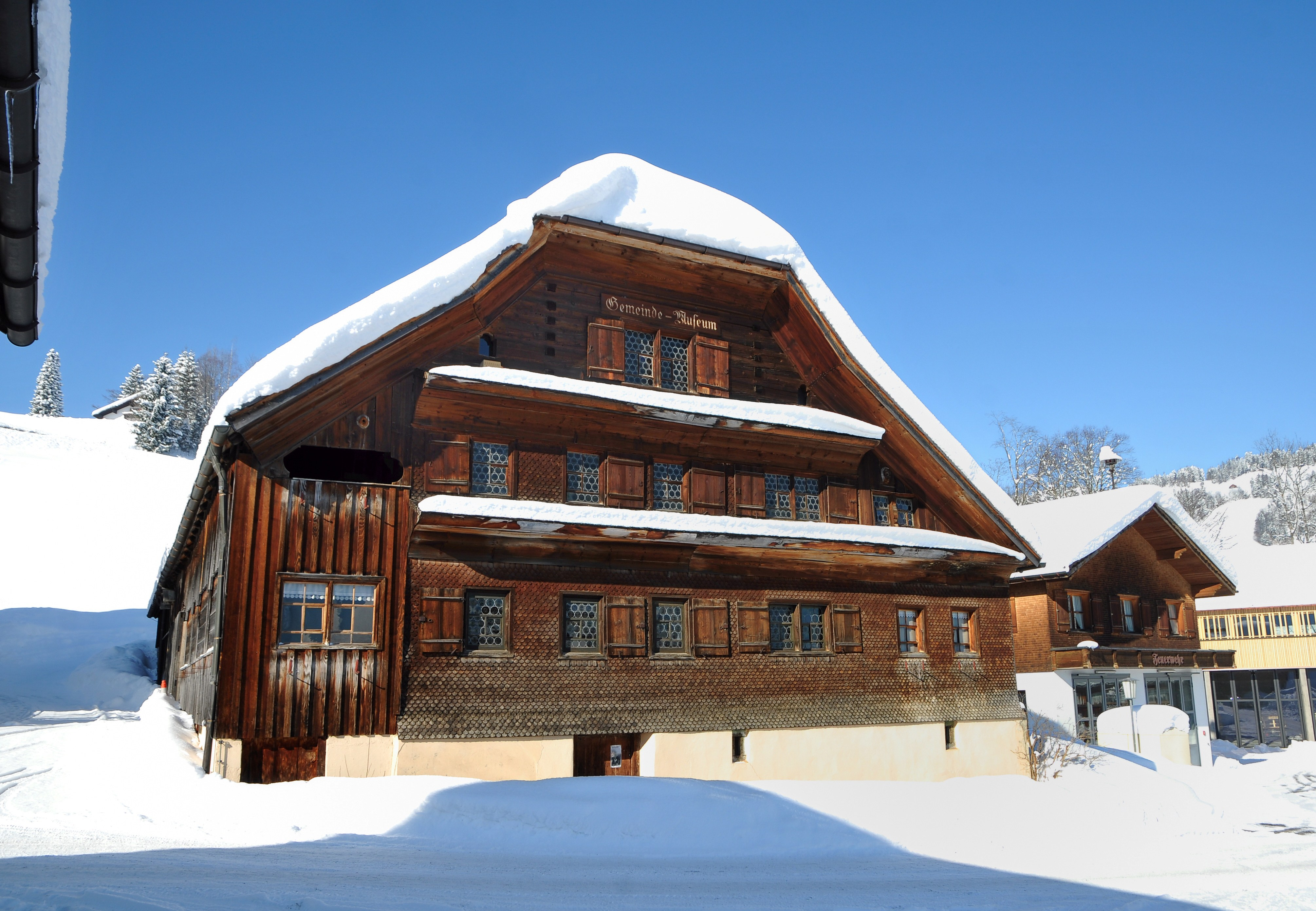
De Kleberhaus in de winter
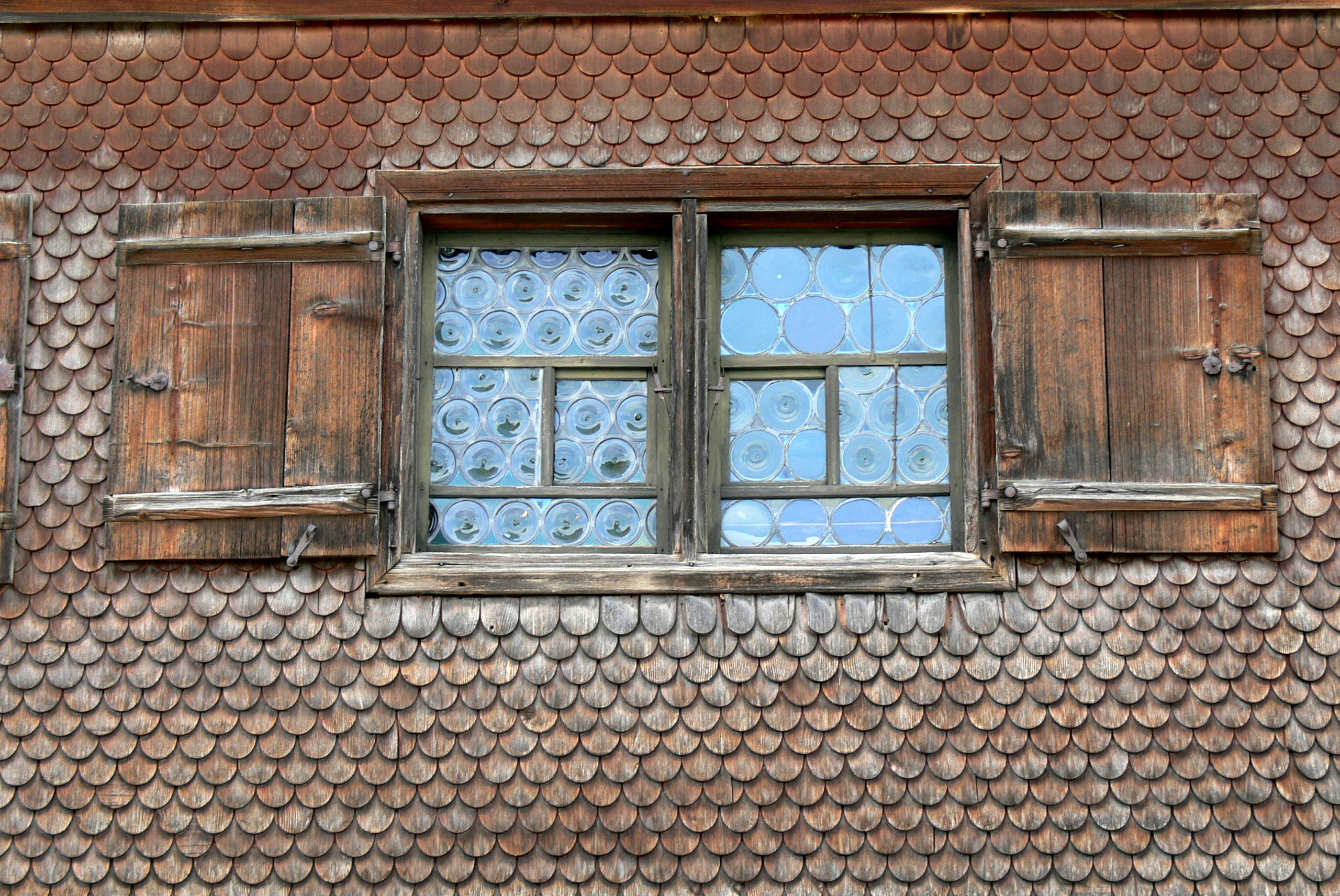
Detail van het gebouw – raam
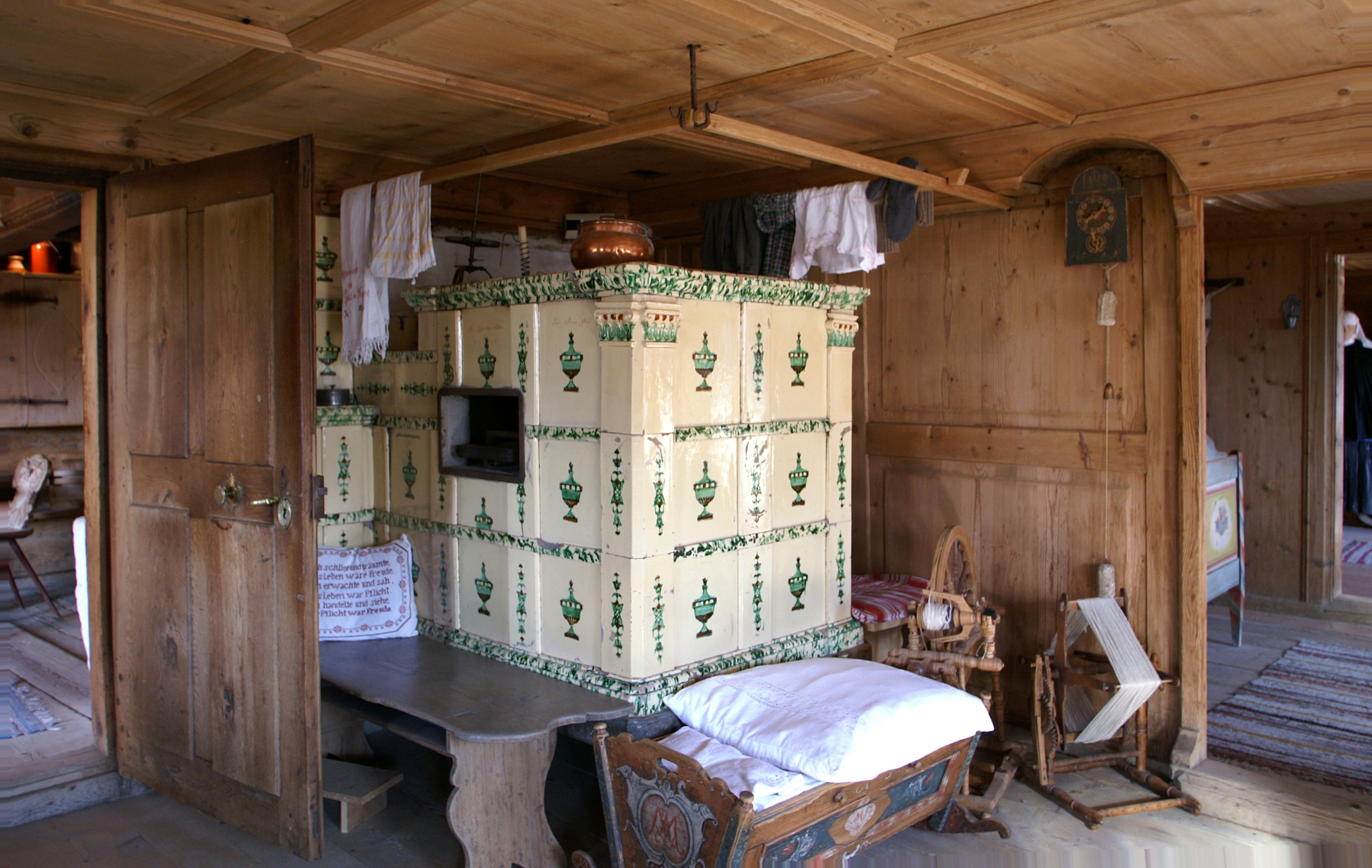
Woonkamer
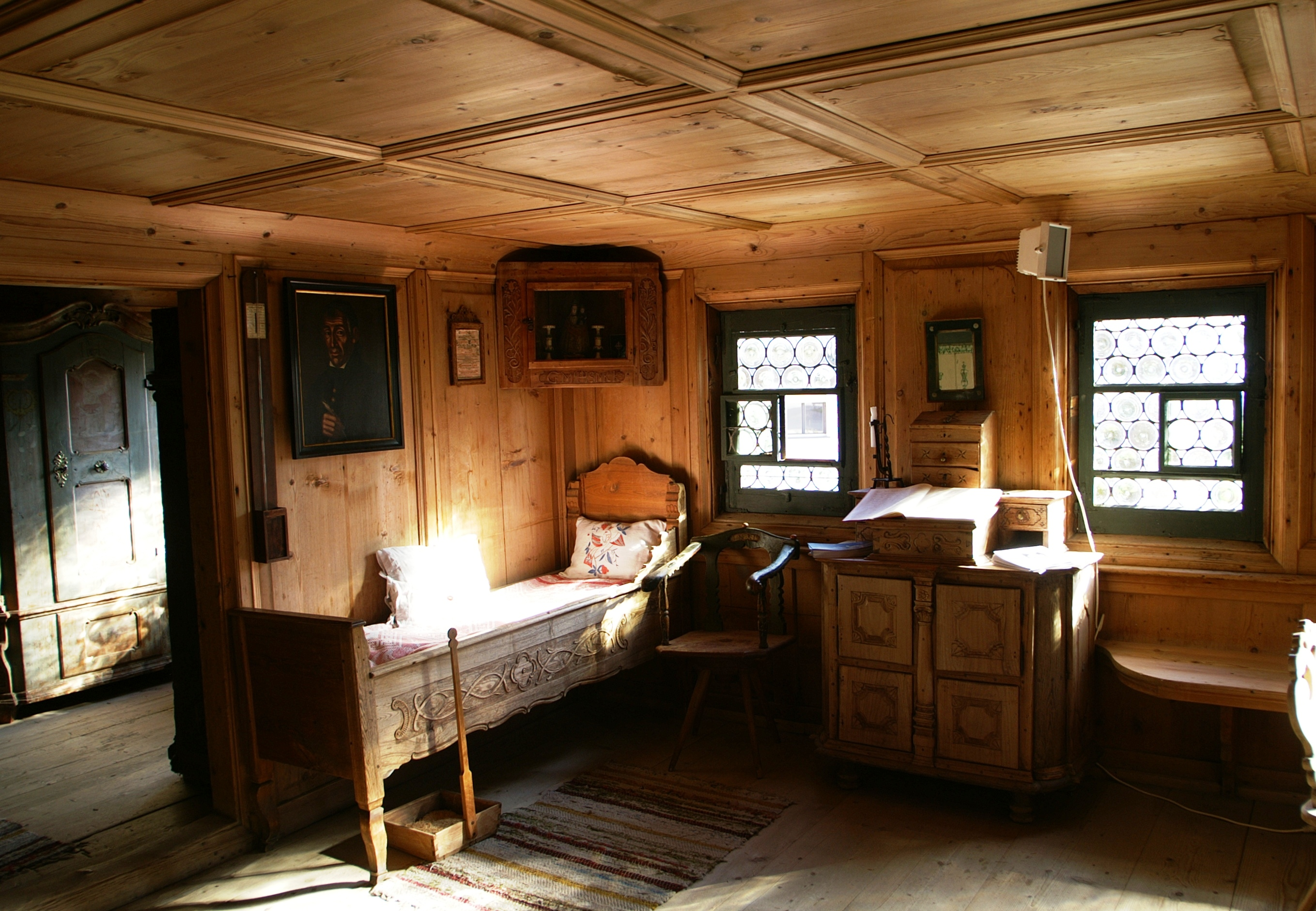
Slaapkamer
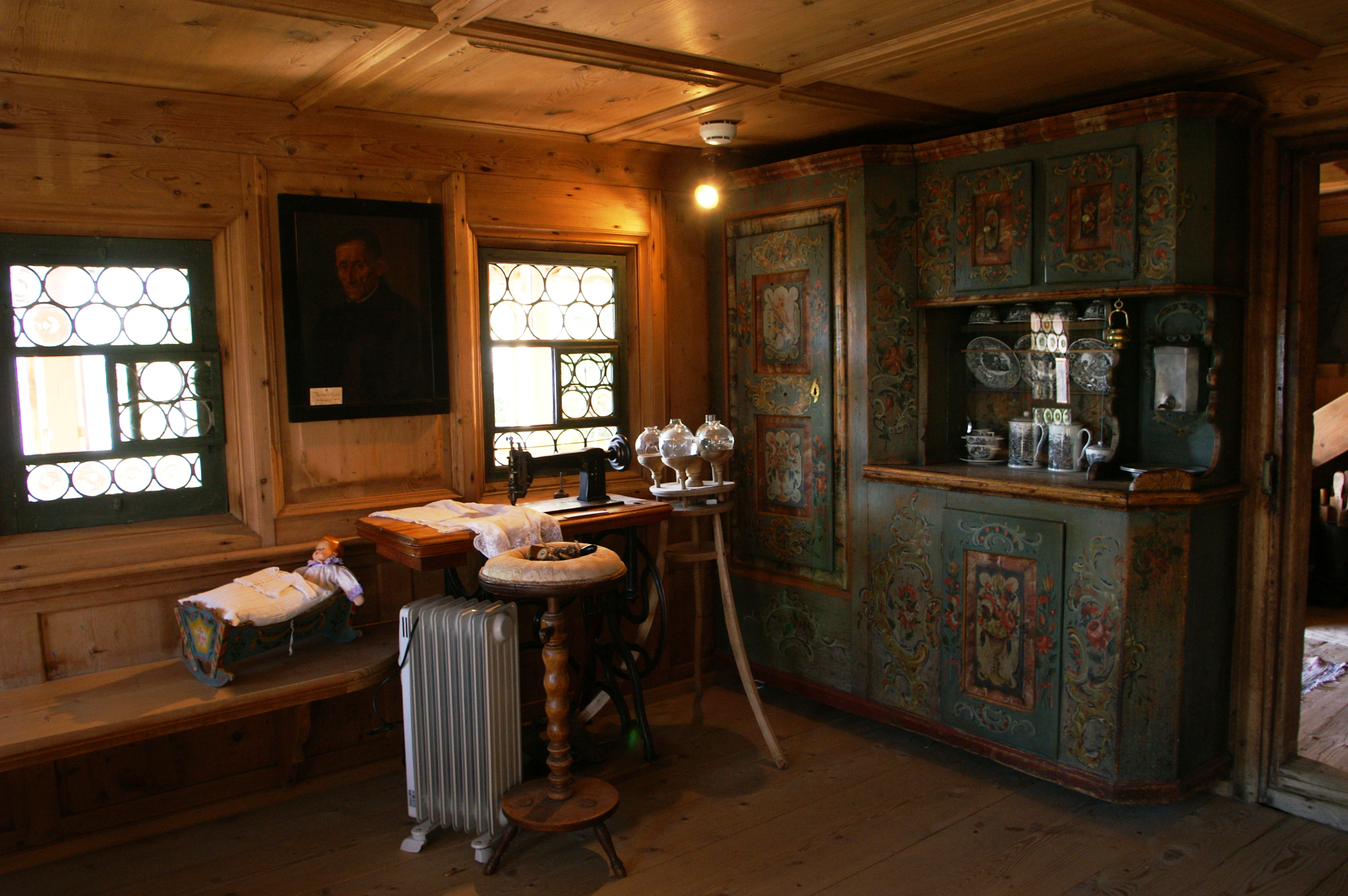